# Горный (Тогучинский район)
Го́рный — посёлок городского типа в Тогучинском районе Новосибирской области.

## География
Горный расположен в отрогах Салаирского кряжа в 65 километрах к востоку от Новосибирска, в 35 километрах к западу от города Тогучин. Посёлок соединён железнодорожной веткой (длиной 8 километров) со станцией Изынский на железной дороге Новосибирск — Новокузнецк. Визитной карточкой Горного являются Буготакские сопки, у подножия которых он расположен. В 1998 году сопки получили статус памятника природы Новосибирской области.

## История
Горный был основан в 1952 году. В мае 1969 года населённый пункт Горный получил статус посёлка городского типа.

## Население
| 1970  | 1979  | 1989  | 2002  | 2007    | 2009    | 2010  |
| ----- | ----- | ----- | ----- | ------- | ------- | ----- |
| 4073  | ↗5922 | ↗7624 | ↗9935 | ↗10 119 | ↗10 138 | ↘9403 |
| 2012  | 2013  | 2014  | 2015  | 2016    | 2017    | 2018  |
| ↘9352 | ↗9426 | ↗9492 | ↘9486 | ↘9266   | ↘9164   | ↘9083 |
| 2019  | 2020  | 2021  |       |         |         |       |
| ↘9014 | ↘8901 | ↗8967 |       |         |         |       |

## Экономика

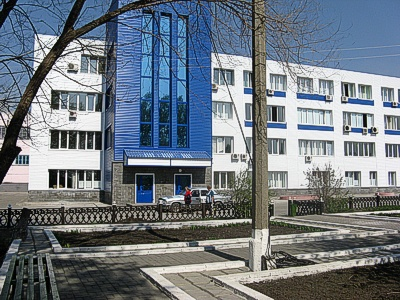
Горновский завод спецжелезобетона

Промышленные предприятия посёлка относятся в основном к промышленности строительных материалов.
- Горновский завод спецжелезобетона.
- ОАО «Каменный карьер».
- Дробильно-сортировочный завод «Metso Minerals». Производство высококачественного щебня. Открыт в 2013 году[19]

## Транспорт
Из Новосибирска в Горный ходит рейсовый автобус.
В 8 километрах к северу от посёлка расположена железнодорожная станция «Изынский», от которой тоже ходит рейсовый автобус.

## Экология
В населённом пункте сточные воды очищаются биологическим методом. С 1974 года функционируют специальные очистные сооружения с особыми микроорганизмами, которые питаются загрязнениями и очищают воду.

## Туризм и отдых. Спорт
В посёлке развит горнолыжный спорт. Рядом с Горным расположена сопка Большая, на которой оборудована горнолыжная трасса. На трассе проводятся тренировки и соревнования горнолыжников областного масштаба.
В поселке пользуется популярностью приверженность здоровому образу жизни и активному отдыху: построен современный спортивный комплекс «Атлант», в котором как молодежь, так и взрослые люди занимаются любимым видом спорта, будь то футбол, баскетбол, хоккей, спортивные единоборства и др.